# Mediostoma stussineri
Mediostoma stussineri is een hooiwagen uit de familie aardhooiwagens (Nemastomatidae). De originele naamcombinatie (protoniem) was Nemastoma stussineri Simon, 1885. Een volgende naamrecombinatie werd gepubliceerd als Mediostoma stussineri (Simon, 1885) in Gruber 1976.